# اد فن در کلوفت
اد فن در کلوفت (هلندی: Eb van der Kluft; ۲۳ مهٔ ۱۸۸۹ – ۵ ژوئیهٔ ۱۹۷۰) بازیکن فوتبال اهل هلند بود.
وی همچنین در تیم ملی فوتبال هلند بازی کرده‌است.